# Julus pachysoma
Julus pachysoma är en mångfotingart som beskrevs av Brandt 1841. Julus pachysoma ingår i släktet Julus och familjen kejsardubbelfotingar. Inga underarter finns listade i Catalogue of Life.